# Гудалети
Гудалети (груз. გუდალეთი) — село в Грузии, на территории Каспского муниципалитета края (мхаре) Шида-Картли.

## География
Село находится в центральной части Грузии, на берегах реки Гавазурисцкали (бассейн Куры), на расстоянии приблизительно 8 километров (по прямой) к югу от города Каспи, административного центра муниципалитета. Абсолютная высота — 962 метра над уровнем моря.

## Население
По результатам официальной переписи населения 2014 года, в Гудалети проживало 142 человека (73 мужчины и 69 женщин). В национальной структуре населения грузины составляли 97,2 %, осетины — 1,4 %, азербайджанцы — 0,7 %.
| Год  | Население, человек |
| ---- | ------------------ |
| 2002 | 163                |
| 2014 | ↘ 142              |